# فینیشر

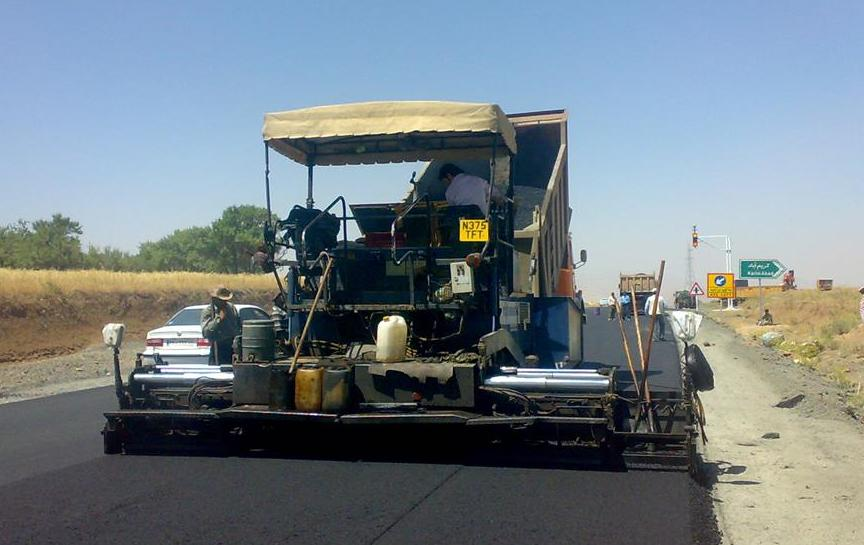
لایه‌ریز در حال پهن کردن آسفالت روی سطح جاده در حال ساخت. کامیون پشت لایه‌ریز در حال تخلیه آسفالت به درون مخزن

لایه‌ریز یا فینیشر آسفالت (به انگلیسی: asphalt finisher) دستگاهی در راه‌سازی است برای زیرسازی یا یکدست کردن روکش سطح جاده یا پیاده‌رو.
به عبارتی دیگر، لایه‌ریز نوعی تجهیزات سنگین است که برای پهن کردن بتن آسفالتی یا روسازی در جاده‌ها، پل‌ها، پارکینگ‌ها و مکان‌های مشابه استفاده می‌شود. این دستگاه مواد را به‌صورت یکنواخت پخش کرده و تراکم اولیه را فراهم می‌کند. معمولاً پس از آن تراکم نهایی توسط یک غلتک راه‌سازی انجام می‌شود.
لایه‌ریز با دریافت آسفالت و بتن و موادی مانند این از کامیون‌های حمل آسفالت و بتن، آن را با ضخامت و طول و عرضی تعریف شده توسط متصدی بر روی سطحی تعریف شده که عموماً این سطوح کف جاده‌ها و پارکینگ‌ها و غیره می‌باشند، پهن می‌کند که معمولاً پس از پایان کار لایه‌ریز، غلتک این مواد را به وسیله کوبیدن سفت و محکم می‌کند.
در پشت لایه‌ریز مخزنی وجود دارد که کامیون‌های حمل مواد در این محل تخلیه بار انجام می‌دهند. در جلوی لایه‌ریز صفحه‌ای پهن قرار دارد که اصطلاحاً آن را «هد» می‌گویند و به وسیله آن مواد را با اندازه یکسان روی سطوح پهن می‌کند.

## عملکرد
این ماشین سطح لایه آسفالت را تراز کرده و شکل می‌دهد. نوار توسط تراکتور بوکسل می‌شود و شامل بازوهای تراز، قالب، صفحات انتهایی، مشعل‌ها، لرزانه‌ها (ویبراتورها) و حسگرها و کنترل‌های شیب است. در حین کار، یک کامیون کمپرسی پر از آسفالت تا جلوی این ماشین عقب می‌رود و به‌آرامی بار خود را در قیف آن تخلیه می‌کند.
همان‌طور که لایه‌ریز به سمت جلو حرکت می‌کند، نوار نقاله‌های تغذیه کننده آسفالت را به سمت عقب ماشین حرکت می‌دهند و مارپیچ‌های توزیع آسفالت را به سمت بیرون به عرض مورد نظر فشار می‌دهند. سپس لایه آسفالت را صاف می‌کند. و تا حدی آن را به شکل دلخواه فشرده می‌کند. یک غلتک چرخ فولادی سنگین، در ادامه آسفالت را به ضخامت مورد نظر فشرده می‌کند.
آسفالت از طریق یک کامیون کمپرسی یا یک واحد انتقال مواد به مخزن لایه‌ریز اضافه می‌شود. نوار نقاله آسفالت را از مخزن به سمت مارپیچ حمل می‌کند. مارپیچ مواد را در جلوی صفحه شناور انباشته می‌کند. صفحه این مواد را در عرض جاده پهن کرده و تراکم اولیه را فراهم می‌کند.
لایه‌ریز باید سطحی یکنواخت و صاف پشت صفحه ایجاد کند. برای این منظور از یک صفحه شناور آزاد استفاده می‌شود که در انتهای یک بازوی بلند کشیده شده است تا تأثیر توپوگرافی زیرین بر سطح نهایی را کاهش دهد. ارتفاع صفحه توسط عواملی نظیر زاویه حمله صفحه، وزن و ارتعاش آن، میزان مواد و نیروی کششی کنترل می‌شود.
برای سازگاری با تغییرات ارتفاع در درجه‌بندی نهایی جاده، لایه‌ریزهای مدرن از کنترل‌های خودکار صفحه استفاده می‌کنند که معمولاً زاویه حمله صفحه را بر اساس اطلاعات جمع‌آوری‌شده از حسگر ارتفاع کنترل می‌کنند. کنترل‌های اضافی برای تصحیح شیب، تاج یا قوس شیب روسازی نهایی استفاده می‌شوند.
برای ایجاد یک سطح صاف، لایه‌ریز باید با سرعت ثابت حرکت کرده و مواد یکنواختی در جلوی صفحه داشته باشد. افزایش مواد یا سرعت لایه‌ریز باعث بالا آمدن صفحه و قرار گرفتن آسفالت بیشتر (و ضخیم‌تر شدن لایه) و در نتیجه سطح نهایی ناهموار می‌شود. کاهش مواد یا سرعت باعث افت صفحه و نازک‌تر شدن لایه می‌شود.

## تاریخچه
لایه‌ریز آسفالت توسط هری باربر از شرکت باربر گرین توسعه داده شد که در ابتدا سیستم‌های جابه‌جایی مواد را تولید می‌کرد. در سال ۱۹۲۹، آزمایشگاه شیکاگو از این شرکت خواست که از بارگیرهای آن‌ها برای ساخت جاده‌های آسفالتی استفاده کند. این همکاری شکل نگرفت، اما باربر دستگاهی بر اساس لایه‌ریزهای بتنی آن زمان ساخت که بتن را در یک فرایند مخلوط و پهن می‌کرد. این طراحی به اندازه کافی مؤثر نبود و فرایندها جدا شدند، که راه را برای توسعه لایه‌ریز مدرن باز کرد.
در سال ۱۹۳۳، صفحه شناور مستقل اختراع شد که همراه با نوار ضربه‌ای، تراکم و ضخامت یکنواخت مواد را فراهم می‌کرد. باربر در ۱۰ آوریل ۱۹۳۶ برای اختراع «دستگاهی برای فرایند ساخت جاده‌ها» درخواست ثبت اختراع داد و در ۶ دسامبر ۱۹۳۸ موفق به دریافت حق ثبت اختراع U.S. Patent ۲٬۱۳۸٬۸۲۸ شد. ویژگی‌های اصلی لایه‌ریز توسعه‌یافته توسط Barber-Greene در اکثر لایه‌ریزها گنجانده شده است، هرچند که کنترل دستگاه بهبود یافته است.

نیاز به سرعت ثابت و تأمین مداوم مواد یکی از دلایل استفاده از یک واحد انتقال مواد در ترکیب با لایه‌ریز است. واحد انتقال مواد امکان تغذیه مداوم مواد به لایه‌ریز را بدون تماس مستقیم فراهم می‌کند و باعث ایجاد سطح نهایی بهتر می‌شود. زمانی که از یک کامیون کمپرسی برای پر کردن مخزن لایه‌ریز استفاده می‌شود، ممکن است با لایه‌ریز تماس برقرار کرده یا باعث تغییر سرعت آن شود که ارتفاع صفحه را تحت تأثیر قرار می‌دهد.

## روسازی با بتن سیمان پرتلند
بزرگراه‌های بزرگ معمولاً با سیمان پرتلند آسفالت می‌شوند و این کار با استفاده از یک لایه‌ریز قالب لغزنده انجام می‌شود. کامیون‌ها بتن آماده را به‌صورت توده‌هایی در جلوی این دستگاه تخلیه می‌کنند و سپس لایه‌ریز قالب لغزنده بتن را پهن کرده و با استفاده از صفحه شناور آن را تراز می‌کند.

## نگاره‌ها

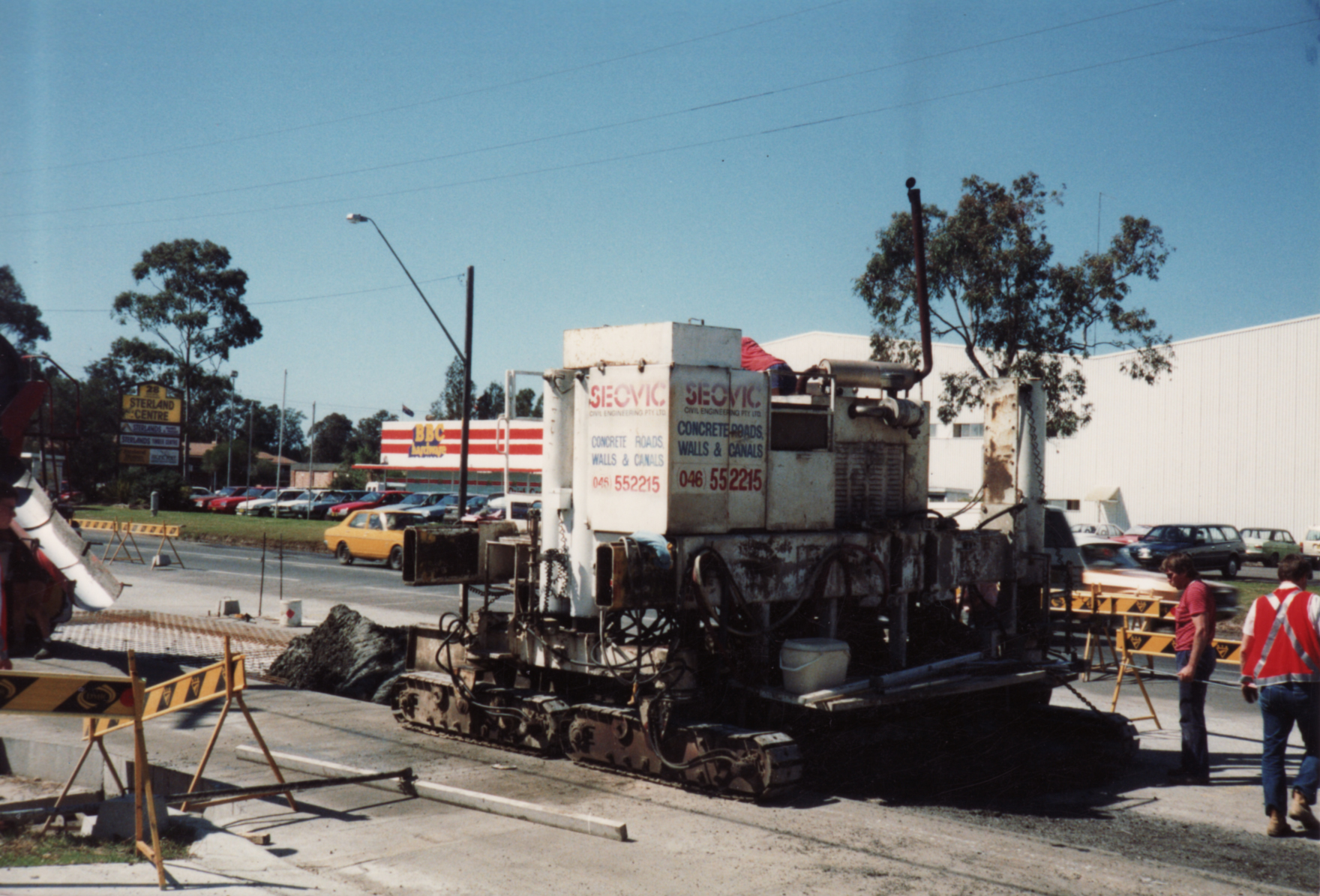
لایه‌ریز کوچک بتن که "لایه‌ریز قالب لغزنده" نامیده می‌شود.
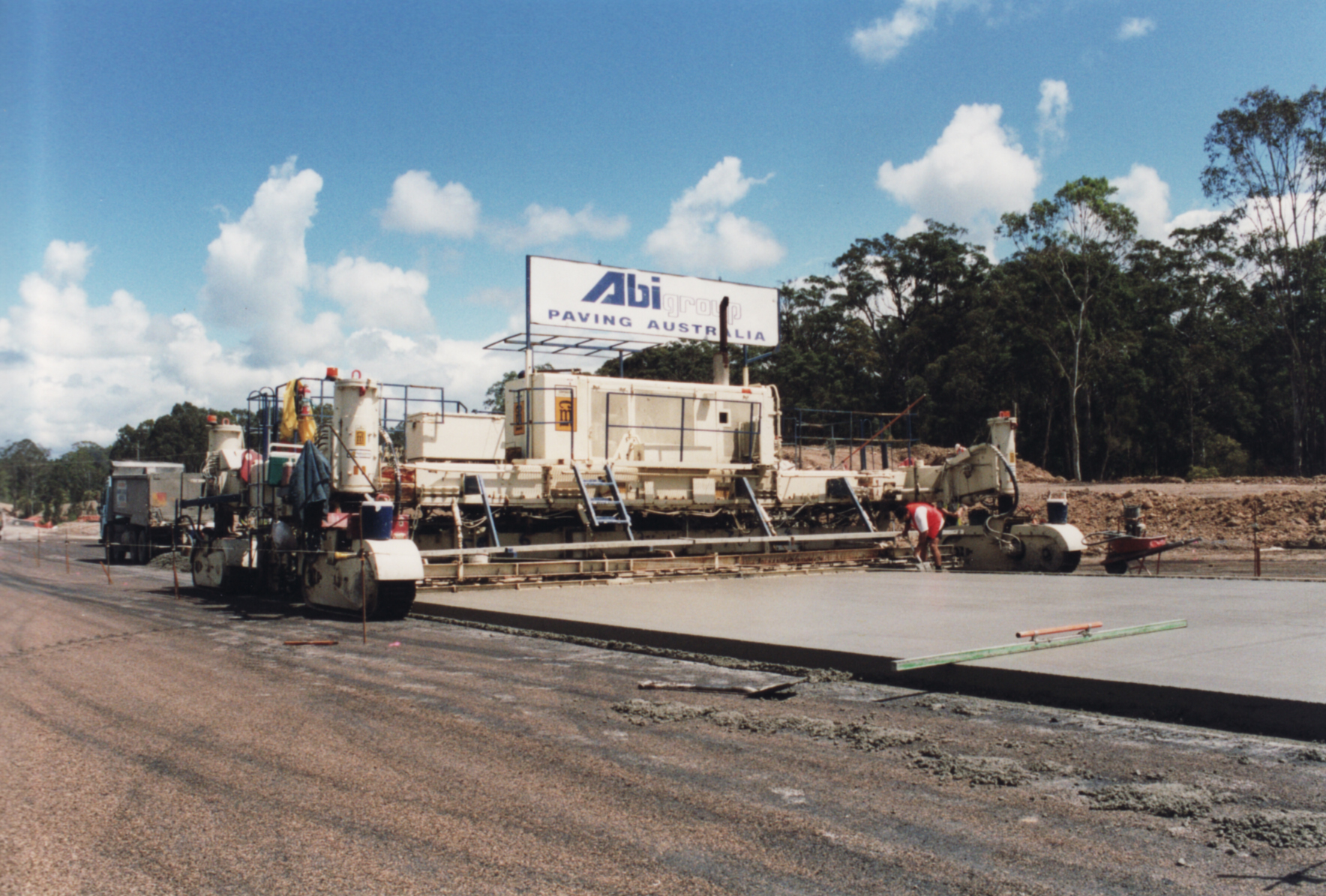
لایه‌ریز بزرگ بتن برای جاده با قالب لغزنده.
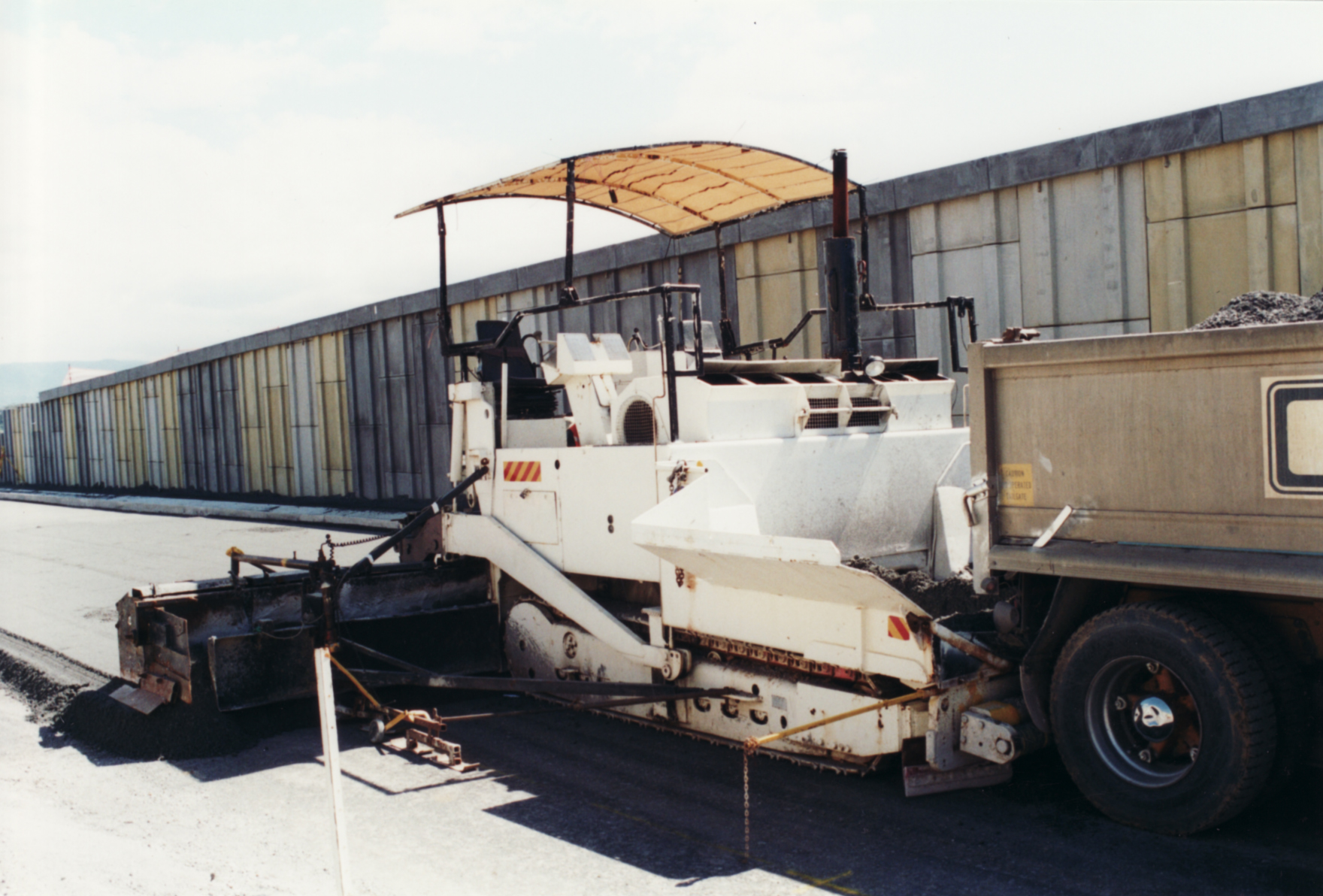
یک دستگاه لایه‌ریز آسفالت که برای پهن کردن "لایه پایه جاده" استفاده می‌شود؛ این لایه شامل سنگ‌هایی زیر آسفالت است.
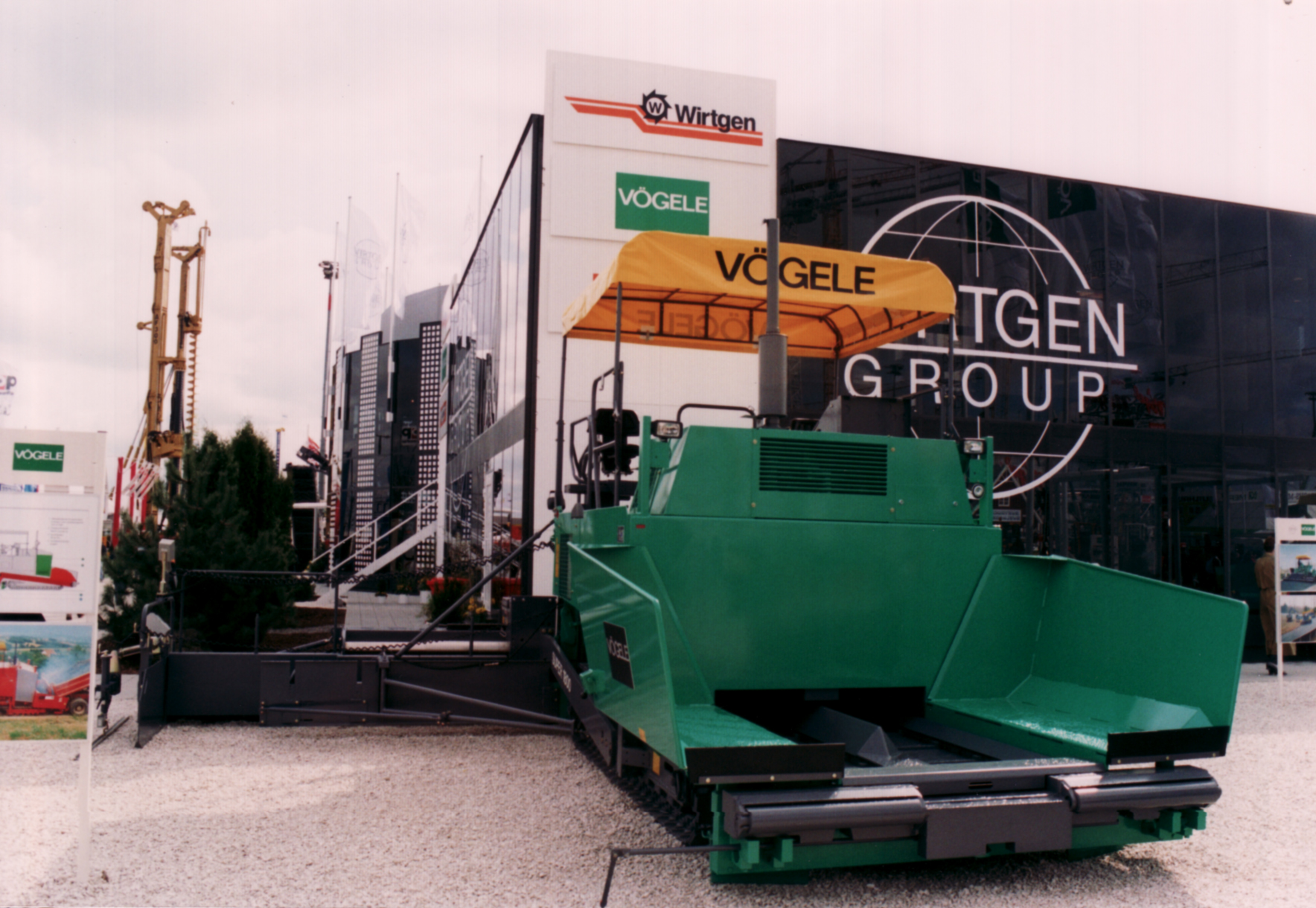
یک لایه‌ریز جاده. غلتک‌های جلویی کامیون را هنگام تخلیه به جلو هل می‌دهند. نوار نقاله میانی آسفالت را به عقب می‌کشد.
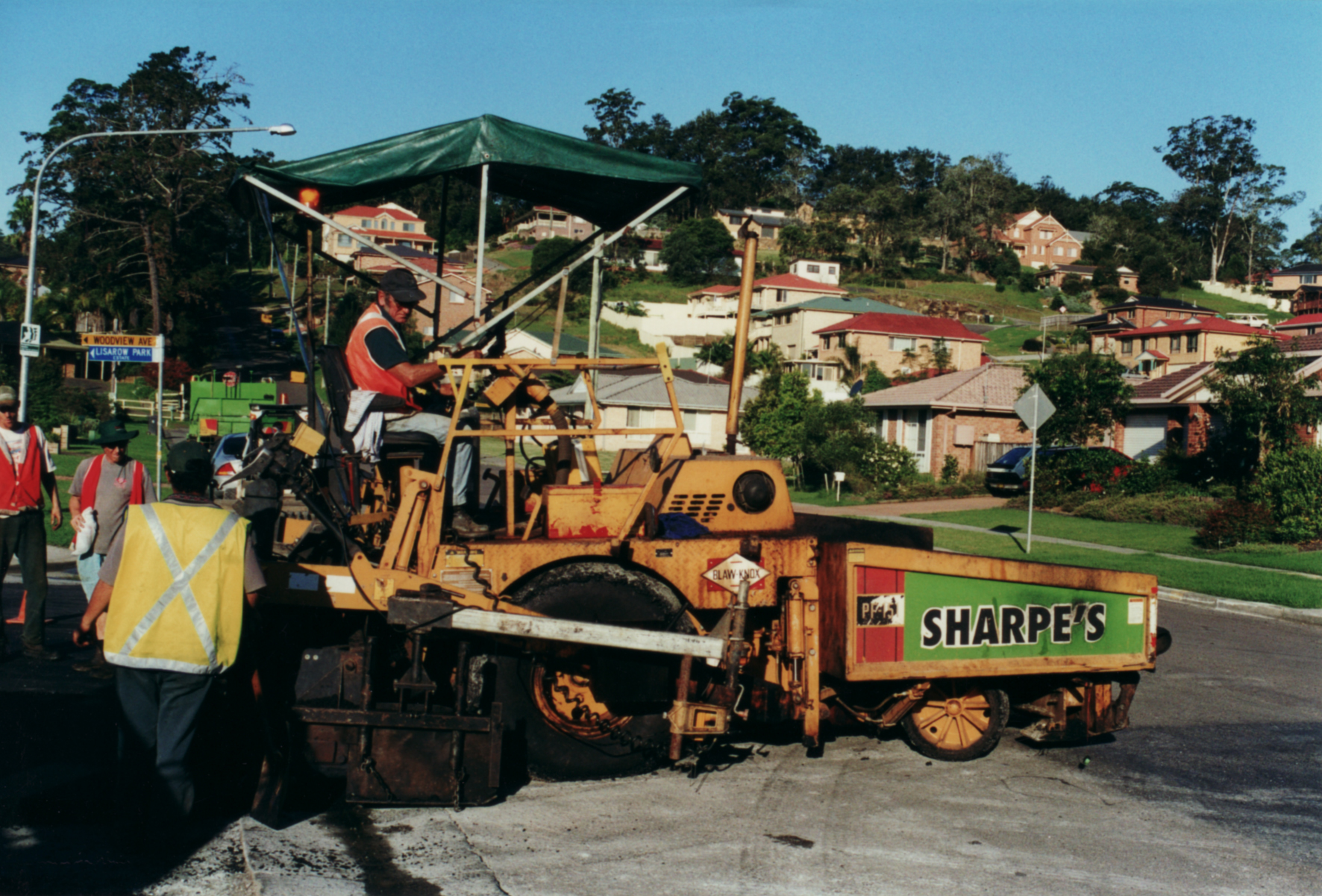
لایه‌ریزهای آسفالت ممکن است چرخ‌دار یا زنجیری باشند. این یک لایه‌ریز کوچک Blaw Knox از نوع چرخ‌دار در یک پروژه خیابانی مسکونی است.